# Sainte-Radegonde (Gironde)
Sainte-Radegonde  egy francia település Gironde megyében az Aquitania régióban. Lakosainak száma 427 fő (2022. január 1.).

## Földrajz
Sainte-Radegonde Juillac, Coubeyrac, Doulezon, Flaujagues, Gensac, Mouliets-et-Villemartin, Pellegrue és Saint-Antoine-du-Queyret községekkel határos.

## Adminisztráció
Polgármesterek:
- 2008–2014 Jacques Pauillac
- 2014–2020 Jean-Jacques Mathieu

## Demográfia
| Lakosok száma | 452  | 364  | 426  | 474  | 468  | 469  | 457  | 435  | 434  | 427  |
|               | 1968 | 1982 | 1990 | 2006 | 2013 | 2015 | 2017 | 2019 | 2020 | 2022 |

## Látnivalók
- Sainte-Radegonde kastély
- Felújított régi szélmalmok
- XII. századi templom